# Чуки (Лука)
Чуки је насеље у Италији у округу Лука, региону Тоскана.
Према процени из 2011. у насељу је живело 30 становника. Насеље се налази на надморској висини од 36 м.